# Reputation Stadium Tour
Reputation Stadium Tour foi a quinta turnê da cantora estadunidense Taylor Swift, feita para promover o seu sexto álbum de estúdio Reputation (2017). A excursão foi oficialmente anunciada em 13 de novembro de 2017 e percorreu estádios na América do Norte, Europa, Oceania e Ásia, começando em 8 de maio de 2018 no University of Phoenix Stadium em Glendale, Arizona, Estados Unidos, e terminando em 21 de novembro seguinte no Tokyo Dome em Tóquio, Japão, totalizando 53 concertos. A turnê foi promovida pela Messina Touring Group e AEG Presents na América do Norte e pela Live Nation Entertainment internacionalmente. As cantoras Charli XCX e Camila Cabello e a dupla Broods serviram como atos de abertura.
Um filme homônimo da turnê foi lançado na Netflix em 31 de dezembro de 2018. A produção foi filmada no último show da etapa norte-americana, realizado em 6 de outubro de 2018 no AT&T Stadium em Arlington, Texas, Estados Unidos.

## Antecedentes e anúncio
Em 24 de agosto de 2017, Swift oficialmente anunciou o seu sexto álbum de estúdio, Reputation, e divulgou sua capa correspondente, marcando sua data de lançamento para 10 de novembro seguinte. No mesmo dia, em parceria com o programa "Verified Fan" da Ticketmaster — anteriormente usado por artistas como Bruce Springsteen e Ed Sheeran —, ela lançou uma página exclusiva com um esquema de vendas de ingressos para a futura turnê do disco. Através do esquema, intitulado "Swift Tix", os fãs que quisessem comprar ingressos para a turnê, ao realizarem a pré-venda do CD e outras atividades — como comprar produtos na loja oficial da cantora na Internet ou assistir a seus vídeos — ganhariam prioridade na fila de espera dos bilhetes. Momentos depois de ser inaugurada, a página lançada para a parceria saiu do ar, devido à alta demanda. O último dia de inscrição na primeira etapa do programa foi em 28 de novembro de 2017, quando os fãs receberam maiores instruções para retirar os ingressos. Além disso, fãs foram incentivados a tirarem fotos dos caminhões da empresa United Parcel Service — que serviu como a "distribuidora oficial" de Reputation —, espalhados em diversas cidades dos Estados Unidos contendo um decalque com a capa do disco, acompanhadas por uma hashtag, para garantirem uma "oportunidade melhor" de comprarem ingressos para a turnê do álbum.
Em 11 de novembro de 2017, a Billboard publicou uma reportagem afirmando que os ingressos da turnê em apoio a Reputation começariam a ser vendidos em 13 de dezembro seguinte, no dia do aniversário de 28 anos de Swift, e que um total de 27 cidades na América do Norte com estádios da National Football League (NFL) — exceto Toronto e Columbus — receberiam a digressão. A Reputation Stadium Tour, como foi denominada, foi oficialmente anunciada dois dias depois com 27 concertos em estádios na América do Norte agendados para 2018, começando em 8 de maio no University of Phoenix Stadium em Glendale, Arizona, e terminando em 6 de outubro seguinte no AT&T Stadium em Arlington, Texas. A turnê será promovida na América do Norte pela Messina Touring Group e AEG Presents, enquanto internacionalmente este cargo será da Live Nation Entertainment. Ingressos da etapa norte-americana começaram a ser vendidos em 13 de dezembro de 2017. As vendas das novas datas norte-americanas anunciadas começaram em 31 de janeiro de 2018, e os fãs puderam se inscrever no "Swift Tix" entre 5 e 18 de janeiro. Os participantes do programa que já haviam se inscrito na etapa anterior receberam prioridade em relação aos novos.
Datas da etapa europeia foram anunciadas em 24 de novembro de 2017, com shows confirmados no Etihad Stadium em Manchester, no Wembley Stadium em Londres, ambos na Inglaterra, e no Croke Park em Dublin, Irlanda. Os bilhetes destes concertos começaram a ser vendidos em 1º de dezembro de 2017. A etapa da Oceania foi oficialmente confirmada em 3 de dezembro de 2017 com cinco apresentações: uma no Optus Stadium em Perth, Marvel Stadium em Melbourne, ANZ Stadium em Sydney e The Gabba em Brisbane, todas na Austrália, e uma no Mount Smart Stadium em Auckland, Nova Zelândia encerrando a turnê, em 9 de novembro de 2018. A pré-venda dos ingressos começou em 12 de dezembro de 2017, com as vendas gerais se iniciando três dias depois. A etapa asiática foi anunciada em 8 de maio de 2018 com dois concertos no Tokyo Dome em Tóquio, Japão, nos dias 20 e 21 de novembro. Após grande especulação, Swift anunciou em 1º de março de 2018 que as cantoras Charli XCX e Camila Cabello serviriam como atos de abertura da Reputation Stadium Tour. Cabello foi especulada por diversas ocasiões como a abertura da turnê devido ao fato de a sua digressão solo, Never Be the Same Tour, não possuir nenhuma data que coincidisse com a de Swift, e a rádio Live 95.5 de Portland chegou a confirmar a presença da cantora na turnê através de uma publicação posteriormente deletada em seu Twitter sorteando ingressos para o show de Swift no dia 22 de junho de 2018 no Wembley Stadium, que supostamente também contaria com com Cabello. Para as apresentações no Japão, somente XCX servirá como ato de abertura, enquanto que na etapa oceânica ocupará o mesmo cargo com a dupla neozelandesa Broods.

## Desenvolvimento

### Concepção e ensaios

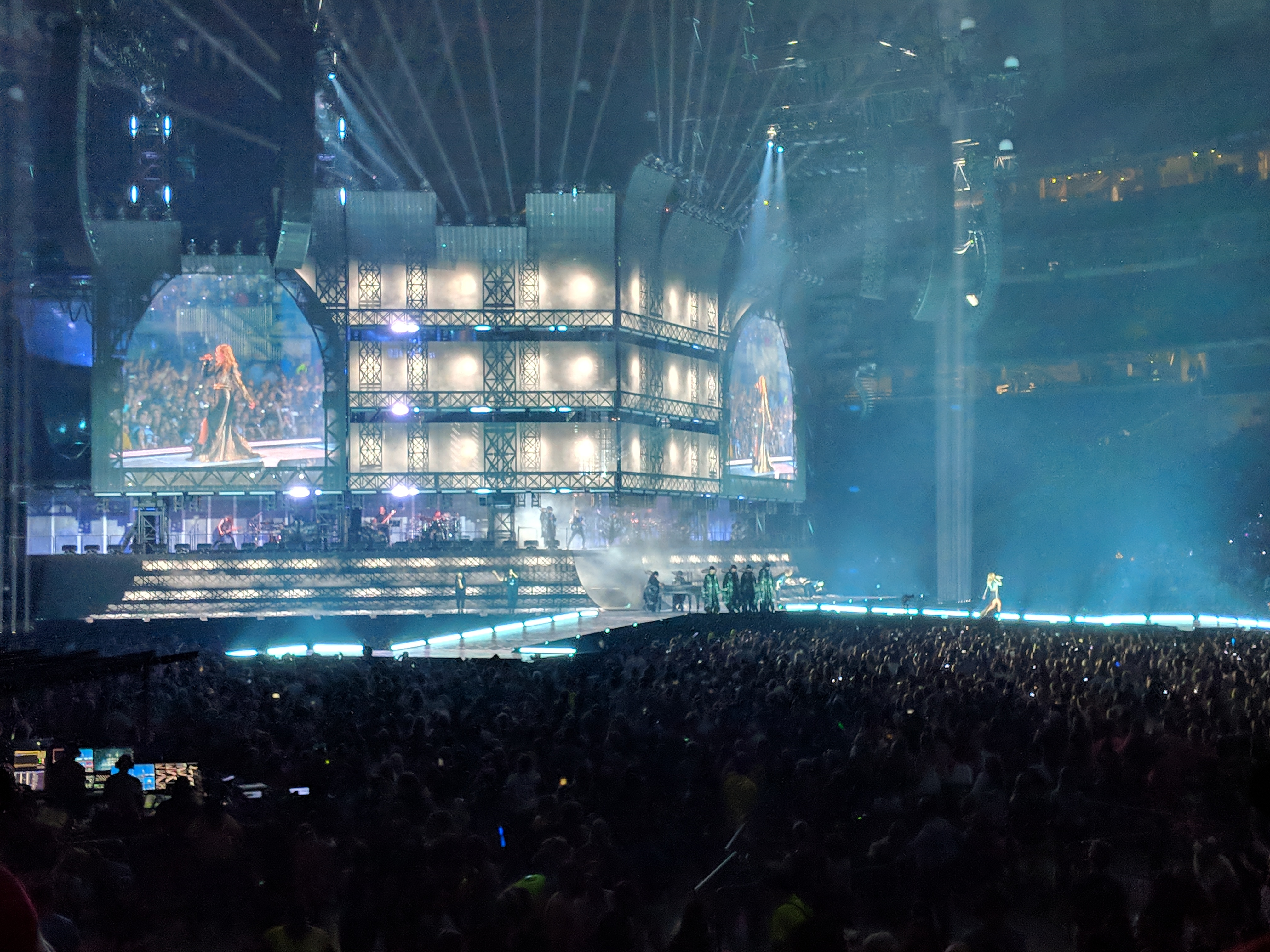
Imagem da apresentação de "Don't Blame Me", com os telões semi-abertos exibindo a banda numa plataforma elevada e os dançarinos no palco com Swift

Swift apresentou a primeira foto dos ensaios da Reputation Stadium Tour em fevereiro de 2018, em que é vista numa sala com equipamentos de som e um teclado. A cantora revelou maiores detalhes dos ensaios em abril, publicando em seu Instagram uma foto com os dezesseis dançarinos da digressão em uma escada: Mark Villaver, Robert Green, Yoe Apolinario, Christian Owens, Maria Wada, Christian Henderson, Jazz Smith, Gracie Stewart, Giuseppe Giofre, Jake Roark Kodish, Jake Landgrebe, Toshi, Nadine Olmo, Grant "Atwiao" Gilmore, Stephanie Mincone e Maho Udo — os dois primeiros dos quais participaram da 14.ª temporada do programa So You Think You Can Dance. Destes, Henderson, Kodish, Landgrebe e Udo também servem como trapezistas nas apresentações. Ela também postou uma série de imagens de outras partes dos ensaio, legendadas com as letras de "Gorgeous", "Dancing with Our Hands Tied" e "I Did Something Bad".
Swift divulgou mais fotos dos ensaios e, em 25 de abril de 2018, faltando 13 dias para as apresentações começarem, declarou que revelaria um fato da turnê por dia. Ela revelou que cantaria dez músicas de seus álbuns antigos e, assim como em suas suas turnês anteriores, nesta Swift se encontra com alguns fãs após os shows em um área nos bastidores denominada "rep Room", que inclui uma peça central com grandes cobras e um trono dourado. Em entrevista para a Forbes, Scott Borchetta, fundador da Big Machine Records, gravadora da qual Swift faz parte, disse que a turnê teria a "maior produção dela até a data" e que "nunca a viu tão animada para se apresentar". Para a Billboard, o empresário Louis Messina comentou que "a produção [da turnê] será maravilhosa", complementando que "as representações que eu vi ficam cada vez maiores".
103 instrumentos são utilizados nos shows: 56 cordas, 37 teclados, oito percussões e duas baterias completas. Sob a direção musical do tecladista David Cook, a banda é composta por Swift, que também toca violão e piano, suas vocalistas de apoio Elliott Woodford, Jeslyn Gorman, Kamilah Marshall, Melanie Nyema — as duas últimas das quais são co-capitãs vocais —, o baterista Matt Billingslea, os guitarristas Paul Sidoti, Max Bernstein, Mike Meadows — os quais servem como tecladistas e fornecem vocais —, e o baixista Amos Heller, também co-vocalista. No total, a turnê demorou 14 meses para ser planejada, incluindo o design do palco, com o University of Phoenix Stadium em Glendale sendo escolhido para o primeiro concerto por estar disponível para duas semanas de ensaios.

### Palco
A cantora revelou que a estrutura da turnê terá três palcos, para que assim ela poderá "ficar mais próxima o possível e ver" os fãs. O palco principal tem 30 metros de altura sendo essencialmente formado por um grande telão LED lateral exibindo os visuais, composto por 12 doze colunas e que pode se dividir em até 72 telas individuais, acompanhado de duas telas laterais e duas passarelas conectadas uma a outra que levam a um mini-palco cada. Os mais de 30 visuais do telão se estendem até a pista e seus conteúdos foram produzidos por uma equipe de 85 pessoas, num período de cinco meses. 120 mil rebites são fixados na parede de vídeo de LED e 3 mil painéis do tipo a compõem, além de outros outros 1500 no palco, com 392 deques constituindo a base do palco principal e aproximadamente 8,3 milhões de píxels formando o telão de vídeo e o palco. Sobre o palco e os visuais até a pista, Swift acrescentou: "É muito legal visto das seções superiores dos estádios. Quando estamos caminhando nele parece uma ilusão de ótica mas nós vamos nos acostumar". Os palcos secundários, por sua vez, possuem bases triangulares e ficam no meio do estádio, erguendo também caixas de som, sendo "tão grandes quanto o principal da 1989 Tour".
738 LEDs individuais são usados para iluminar a gôndola de constelação, que se move a 30 centímetros por segundo, enquanto a gôndola em formato de cobra se move a 1,5 por segundo; em conjunto, elas transportam Swift a 8500 metros do palco principal para os secundários e vice-versa. São utilizados 52 caminhões-pipa de encenar um equipamento, além de outros 30 caminhões para transportar todo o material necessário para o concerto e quatro guindastes para construir as colunas e os palcos. Em escala mundial, 67 caminhões e seis Boeing 747 foram usados para transportar o equipamento necessário. Toda a estrutura foi concebida pela Tait Towers, com direção criativa de Baz Halpin, Tamyl Wright e Melissa Garcia, da Silent House. Um "trenó-foguete" saindo dos bastidores é usado para transportar a artista rapidamente ao palco, uma decisão que ela comentou ter sido tomada por causa do tamanho da estrutura.
Assim como na The 1989 World Tour, cada pessoa da plateia recebeu pulseiras LED que se iluminam de acordo com a música, as quais foram criadas e desenvolvidas pela PixMobs. Dez vigas de luz da PixMob acionam efeitos e formas de iluminação dinâmicas através de feixes de luz infravermelha patenteados, iluminando as pulseiras dos fãs em sincronia com a apresentação. Vincent Leclerc, diretor de tecnologia da empresa, comentou: "As vigas são pincéis digitais. À medida em que elas se movem e ampliam o público, as pulseiras dos fãs se acendem. Estes efeitos de iluminação espacializados tornam-se uma extensão do design de iluminação de palco [e], essencialmente, o público se envolve ao criar uma experiência imersiva". No Ohio Stadium em Columbus, haviam tantos veículos que alguns foram estacionados dentro do Schottenstein Center, arena também presente no campus da Universidade Estadual de Ohio, devido ao espaço limitado. De acordo com a Columbus Arena Sports and Entertainment (CASE), o show no estádio possui a maior produção já vista no local, ultrapassando o dos Rolling Stones em 2015 e também os do Cirque du Soleil em 2012 na arena.

### Figurinos
Swift revelou alguns dos figurinos da turnê em 4 de maio de 2018, declarando que os shows teriam um total de oito trocas de roupa. As peças feitas sob medida e selecionadas pelo estilista Joseph Cassell Falconer incluem um bodysuit preto brilhante completado com lantejoulas acoplado com peças removíveis; dois trajes pretos com detalhes dourados — um decotado e o outro não; um bodysuit e botas da mesma cor; um traje cinza adornado por um manto preto e um cinturão brilhante da mesma cor, e um vestido de arco-íris com lantejoulas franjadas, além de uma jaqueta verde com uma faixa contendo o título do disco. As botas usadas pela cantora são Louboutins de cano alto, com diferentes variações: uma é totalmente preta, outra possui detalhes em ouro e outra tem um laço robusto. Como a cobra foi adotada para a divulgação de Reputation, na turnê Swift e seus dançarinos usaram figurinos estilisticamente semelhantes a peles de cobra.

## Crítica profissional
A Reputation Stadium Tour recebeu análises predominantemente positivas de críticos de música e entretenimento, que elogiaram a presença de palco de Swift e sua capacidade de se reinventar e entreter o público, bem como a produção e a atmosfera do concerto. Avaliando o show em Glendale para a Rolling Stone, Rob Sheffield disse que "na maior parte ela [a cantora] apareceu épica, com cobras infláveis gigantes, múltiplos palcos e hordas de dançarinos" e considerou esta a melhor turnê da artista até a data, "mesmo quando ela está atrás da atenção bombástica máxima de rock de estádios, ela dá a isso tudo a atmosfera de uma comunhão de missa". O resenhista apontou também a performance acústica como um dos melhores momentos do espetáculo, observando: "[H]avia algo doce na maneira em que Swift se rendeu temporariamente ao seu desejo constante de refazer e remodelar, apenas tocando (...) ao violão". Jon Caramanica, do The New York Times, considerou "intenso" o comprometimento de Swift ao concerto e descrevendo sua performance como "resiliente, feroz e fresca", notando também uma evolução nas apresentações da cantora: "Se a Srta. Kardashian tentou redefinir a narrativa pública sobre Swift, Swift finalizou o trabalho, em grande parte estrangulando seu antigo eu a favor de algo mais a prova de balas".
Alex Suskind, da Entertainment Weekly, escreveu que a produção da turnê "reforçou uma nova tendência para a artista (...) dessa vez, há algo um pouco mais obscuro e evasivo acontecendo: uma artista às voltas com a mudança de sua imagem pública uma vez estridentemente limpa". Ele também viu de forma positiva o fato de a cantora conseguir transformar um grande concerto em um ambiente íntimo. Analisando o primeiro show em Santa Clara, Jim Harrington, do The Mercury News, escreveu que Swift "definitivamente atendeu até as mais altas expectativas, entregando o que foi um espetáculo pop quase perfeito (...) por duas horas, durante as quais não tiveram um momento de tédio ou, na realidade, um erro". Harrington prezou o crescimento e a presença de palco de Swift, bem como sua habilidade de comandar o palco e seus vocais, os quais ele sentiu ficarem mais fortes conforme a apresentação ocorria, destacando "Don't Blame Me" como o melhor trabalho vocal e "Shake It Off" como o ponto mais memorável do show.

## Recepção comercial

### Venda de ingressos
Devido à alta demanda, seis datas extras foram adicionadas ao itinerário norte-americano, pouco após o término do período de inscrição no "Taylor Swift Tix": uma no Rose Bowl em Pasadena, no Soldier Field em Chicago, no MetLife Stadium em East Rutherford, no Gillette Stadium em Foxborough, no Rogers Centre em Toronto e no Mercedes-Benz Stadium em Atlanta. Mais tarde, novas datas adicionais nos Estados Unidos foram anunciadas: mais uma no MetLife Stadium e no Gillette Stadium, totalizando três concertos em cada estádio, no Levi's Stadium em Santa Clara, no FedEx Field em Landover, no Lincoln Financial Field na Filadélfia, no U.S. Bank Stadium em Minneapolis e no AT&T Stadium em Arlington. Tal situação também ocorreu com os shows na Europa onde, no primeiro dia de vendas, foram acrescentadas uma data a mais no Etihad Stadium em Manchester, no Wembley Stadium em Londres e no Croke Park em Dublin.
A pré-venda norte-americana começou em 5 de dezembro de 2017 para os fãs que obtiveram melhores resultados no "Taylor Swift Tix" — cerca de 5% do total — e cerca de uma hora após o início da pré-venda, a Ticketmaster desacelerou o processo de distribuição de códigos para a compra dos ingressos, chegando a permitir que apenas uma média de três pessoas por concerto adquirissem os bilhetes. Nesta etapa, os ingressos foram apreçados a US$ 49,50 para as arquibancadas e US$ 249,50 para a pista, com os locais mais próximos ao palco e os pacotes VIP variando entre US$ 800 e US$ 1500. A Ticketmaster prevê que entre 2,5 e 3 milhões de ingressos sejam vendidos, com David Marcus, chefe musical da empresa, comentando haver "muitos ingressos mas uma demanda massiva" e que a demanda "é muitas vezes maior do que qualquer programa que já vimos". Ele ainda disse que fãs não deveriam comprar bilhetes de terceiros, como no eBay, onde códigos de pré-venda estavam sendo vendidos a US$ 1500, uma vez que cada código corresponde a uma conta da Ticketmaster. Mesmo com o "Taylor Swift Tix" concebido para evitar que cambistas comprassem os melhores assentos, ingressos para o concerto de 17 de julho de 2018 no FirstEnergy Stadium em Cleveland estavam sendo vendidos em sites de revenda como StubHub e VividSeats a até US$ 5800.
Ao contrário das turnês anteriores de Swift, a Reputation Stadium Tour não teve nenhum concerto com ingressos esgotados logo após serem vendidos. Isto se deveu ao fato de que a Ticketmaster adotou um sistema que desacelerou as vendas e trouxe os ingressos de volta ao mercado primário, capturando mais receita para o artista e dando mais opções de vendas para os fãs, uma estratégia testada anteriormente por aristas como Jay-Z e os The Rolling Stones, cujas turnês também registraram altas médias por concerto. Na Reputation Stadium Tour, a empresa remodelou seu mercado primário para que parecesse mais com o secundário; assim, os fãs poderão comprar os ingressos diretamente da Ticketmaster, sem precisar pagar mais caro nos bilhetes ou competir com empresas de revenda na compra. Marcus comentou que "nós gostaríamos de vender o último ingresso para o concerto quando ela [Swift] subir ao palco cada noite. Não estamos tentando vender todos os ingressos em um minuto; estamos tentando descobrir como vender ingressos de uma maneira muito mais moderna". Na etapa das vendas gerais, os ingressos tiveram os valores aumentados: US$ 500 para a pista, US$ 800 para o "Snake Pit" e US$ 1500 para os pacotes VIP.
Na The 1989 World Tour, 30% dos ingressos foram vendidos através do mercado secundário, enquanto nesta apenas 3% foram para este mercado — cerca de 70 mil dos 2,5 milhões disponíveis. Esta tática significaria cerca de US$ 1 a US$ 1,5 milhão adicionais por show, de acordo com Jesse Lawrence, fundador da TicketIQ. Segundo Marcus, "esta experiência nos ensinou que nós podemos ter mais pessoas usando o mapa de assentos de uma vez, especialmente em um estádio onde há muito mais lugares disponíveis. Isso muda o modelo anterior, que era sobre o momento, quando os promotores estão sempre tentando continuar durante uma venda de ingresso, para uma abordagem baseada em demanda onde fãs podem ir em uma época determinada e comprar a partir de um mapa interativo. Isso substituirá o momento pela escolha e experiência do cliente".

### Faturamento
Um artigo publicado na coluna Page Six do New York Post divulgou que a turnê estava com vendas fracas, sem ter um concerto esgotado após dias à venda, como o primeiro em Glendale, Arizona. A declaração foi desmentida por Brooks, que avaliou também que cerca de US$ 180 milhões em ingressos já haviam sido lucrados em apenas sete dias — sendo quatro na pré-venda do "Verified Fan" e três nas vendas gerais —, com cerca de 110 mil ingressos sendo vendidos para as apresentações de 18 e 19 de maio no Rose Bowl — um aumento de 36% em comparação com a passagem da The 1989 World Tour em Los Angeles, que mobilizou 81 mil fãs para a arena Staples Center num total de cinco datas.
Em janeiro de 2018, foi noticiado pela Pollstar uma alta venda de ingressos da turnê tanto na pré-venda quanto nas vendas gerais. Segundo dados apurados pela Gridiron Stadium Network, um consórcio de estádios da NFL que trabalham juntos para agendar concertos nesses locais, pelo menos 35 mil ingressos haviam sido vendidos em pelo menos dez dos estádios marcados, com cerca de 35 419 no Heinz Field em Pittsburgh e 48 039 no Lincoln Financial Field na Filadélfia sendo vendidos até 18 de dezembro de 2017. No Levi's Stadium em Santa Clara, onde foi adicionado uma segunda apresentação devido à alta demanda, cerca de 47 mil bilhetes foram vendidos em apenas duas semanas; o concerto de 12 de maio — o primeiro a ser originalmente agendado — gerou quase US$ 9 milhões em receita até o início de janeiro de 2018.
A Billboard divulgou os primeiros dados de receita da turnê em maio de 2018, apresentando sete shows realizados em cinco cidades. O lucro total foi de US$ 54 milhões, com cerca de 398 mil ingressos vendidos e todas as apresentações esgotadas, o que fez Swift liderar a lista de turnês mais bem sucedidas no período. Entre os destaques, Swift superou seu lucro e arrecadação da turnê anterior no Levi's Stadium em Santa Clara, vendendo 107 550 ingressos e arrecadando US$ 14 milhões lucrados, enquanto em Pasadena ela obteve a maior arrecadação por um artista solo em 2018 até então. Os dados dos concertos de Louisville e Columbus, revelados em julho, registraram um acumulado de US$ 11,5 milhões e 115 mil ingressos; a última cidade obteve a maior arrecadação e público, com aproximadamente 63 mil pagantes e US$ 6,6 milhões. No final daquele mês, foram revelados os dados de Cleveland e East Rutherford, com a cantora lucrando um total de US$ 27 180 143 e cerca de 217 mil bilhetes vendidos.
A turnê constou em diversas tabelas de meio de ano da Pollstar, obtendo a quarta colocação na lista de maiores turnês mundiais e norte-americanas de 2018, com US$ 73,6 milhões nos Estados Unidos e um total de US$ 98 milhões mundialmente. Foi a décima turnê com mais ingressos vendidos até o meio do ano, com 555 298 bilhetes, e vários shows apareceram entre os de maior lucro do ano.

### Recordes
Diversos recordes foram conquistados na turnê, tanto em público quanto em arrecadação. O primeiro concerto, realizado no University of Phoenix Stadium em Glendale, registrou 59 157 pagantes, quebrando o recorde de público antes detido pela boyband britânica One Direction, que mobilizou 56 524 pessoas, enquanto os US$ 7,1 milhões arrecadados ultrapassaram os US$ 5,2 milhões da banda Metallica. Os shows no Rose Bowl em Pasadena arrecadaram um total de US$ 16,2 milhões — maior lucro já registrado no estádio, antes detido pela banda irlandesa U2, que obteve US$ 15,7 milhões com a The Joshua Tree Tour 2017. Semelhantemente, as apresentações em Seattle e Denver quebraram recordes de arrecadação também pertencentes ao U2 anteriormente, lucrando US$ 2,4 milhões na primeira cidade e US$ 1,2 milhões a mais na segunda. Nesta última cidade, Swift foi a primeira mulher a realizar um concerto no estádio Sports Authority Field at Mile High, inaugurado em 2002. O concerto realizado no NRG Stadium em Houston rendeu a Swift o recorde de show de maior arrecadação por uma cantora nos Estados Unidos, lucrando US$ 9,3 milhões, ultrapassando o recorde antes detido por Barbra Streisand, que obteve uma média de US$ 9,1 milhões por apresentação na MGM Grand Garden Arena em Las Vegas no ano de 2000.
Swift tornou-se a primeira mulher a realizar dois shows no Croke Park, e a primeira artista a fazer dois concertos no U.S. Bank Stadium em Minneapolis, bem como a primeira mulher a apresentar-se três vezes seguidas no Gillette Stadium e no MetLife Stadium. Este último estádio rendeu a melhor atividade de toda a turnê, com US$ 22 milhões e 165 654 ingressos obtidos nos três concertos. Além do concerto em Glendale, foram registrados recordes de público em outros estádios nos Estados Unidos: no Arrowhead Stadium em Kansas City, com 58 611 ingressos e no Lucas Oil Stadium em Indianápolis com 55 729 pagantes, onde Swift bateu os recordes das bandas U2 e One Direction, além de um recorde feminino no Mercedes-Benz Superdome em Nova Orleans, com 53 172 bilhetes.
Após o 29º concerto na América do Norte, realizado no Hard Rock Stadium em Miami, a Reputation Stadium Tour registrou cerca de US$ 202,3 milhões arrecadados (US$ 191,1 milhões nos Estados Unidos e $11,1 milhões no Canadá), tornando-se a turnê feminina de maior faturamento no continente, quebrando o recorde antes detido pela The 1989 World Tour (2015), da própria cantora. Com 1 489 904 ingressos vendidos em 27 shows esgotados até então, obtendo uma média de US$ 7 milhões por apresentação, o feito foi considerado "particularmente impressionante" pela Billboard, pois foi realizado com menos datas do que a excursão anterior.
Ao final da conclusão das etapas norte-americanas, a turnê converteu-se na mais lucrativa da história do continente. A excursão fechou a passagem na América do Norte com US$ 266,1 milhões arrecadados e 2 068 399 de ingressos arrecadados nos Estados Unidos e outros US$ 11,1 milhões e 100 310 ingressos obtidos no Canadá, ultrapassando a A Bigger Bang Tour (2005–07) dos The Rolling Stones. A publicação notou um aumento de público e arrecadação "consistente" na mesma proporção em que Swift realizou cada vez menos shows no território e ascendeu-se de arenas para estádios, vindo de US$ 53,6 milhões lucrados com sua primeira turnê Fearless Tour (2009) para os US$ 266 milhões com a Reputation Stadium Tour, uma média de 12 964 ingressos com sua estreia para 54 432 com esta, e uma média de US$ 697 mil por apresentação na primeira para US$ 7 milhões na última. Datando do primeiro concerto da Fearless Tour, a intérprete lucrou US$ 687,7 milhões em turnês na América do Norte, tornando-se a mais bem sucedida no campo com mais de US$ 140 milhões de vantagem em relação ao segundo colocado, Kenny Chesney (US$ 547,4 milhões), passando também nomes como U2 (US$ 470,1 milhões) e Luke Bryan (US$ 350,8 milhões).

## Impacto
O governador do estado de Minnesota, Mark Dayton, declarou 31 de agosto de 2018 como o "Taylor Swift Day" no estado, honrando a apresentação em duas datas consecutivas de Swift (31 de agosto e 1 de setembro) no U.S. Bank Stadium em Minneapolis. Ele afirmou que "através de sua música pessoal e honesta, Taylor Swift energizou e inspirou não apenas os minnesotanos, mas pessoas de todo o mundo, e é uma influência positiva sobre seus fãs através de seu exemplo de veracidade, graça, filantropia e força extensas. de caráter".

## Prêmios
| Ano  | Organização                 | Prêmio                                    | Resultado | Ref.   |
| ---- | --------------------------- | ----------------------------------------- | --------- | ------ |
| 2018 | Billboard Live Music Awards | Top U.S. Tour                             | Venceu    | [ 74 ] |
| 2018 | American Music Awards       | Turnê do ANo                              | Venceu    | [ 75 ] |
| 2018 | People's Choice Awards      | Concerto musical do ano                   | Venceu    | [ 76 ] |
| 2019 | Pollstar Awards             | Best Pop Tour                             | Venceu    | [ 77 ] |
| 2019 | iHeartRadio Music Awards    | Turnê do Ano                              | Venceu    | [ 78 ] |
| 2019 | Ticketmaster Awards         | Touring Milestone Award                   | Venceu    | [ 79 ] |
| 2020 | Art Directors Guild Awards  | Série de Variedade, Reality ou Competição | Indicado  | [ 80 ] |

## Repertório
O repertório abaixo é constituído do primeiro concerto da turnê, realizado em 8 de maio de 2018 em Glendale, não sendo representativo de todas as apresentações.
1. "...Ready for It?"
2. "I Did Something Bad"
3. "Gorgeous"
4. "Style" / "Love Story" / "You Belong with Me"
5. "Look What You Made Me Do"
6. "End Game"
7. "King of My Heart"
8. "Delicate"
9. "Shake It Off" (com Charli XCX e Camila Cabello)
10. "Dancing with Our Hands Tied"
11. "All Too Well" [a]
12. "Blank Space"
13. "Dress"
14. "Bad Blood" / "Should've Said No"
15. "Don't Blame Me"
16. "Long Live" / "New Year's Day"
17. "Getaway Car"
18. "Call It What You Want"
19. "We Are Never Ever Getting Back Together" / "This Is Why We Can't Have Nice Things"

- Durante as apresentações em Melbourne, Sydney, Brisbane e Auckland, Swift cantou "Shake It Off" com Charli XCX e Georgia Nott, da dupla Broods.[81]

Assim como nas suas turnês anteriores, Swift realizou duetos com diversos artistas:
- 18 de maio — Pasadena: "There's Nothing Holdin' Me Back" com Shawn Mendes.[82]
- 19 de maio — Pasadena: "My My My" com Troye Sivan; "Hands to Myself" com Selena Gomez.[83]
- 22 de junho — Londres: "Slow Hands" com Niall Horan.[84]
- 23 de junho — Londres: "Angels" com Robbie Williams.[85]
- 26 de julho — Foxborough: "Curious" com Hayley Kiyoko.[86]
- 4 de agosto — Toronto: "Summer of '69" com Bryan Adams.[87]
- 25 de agosto — Nashville: "Tim McGraw" com Tim McGraw e Faith Hill.[88]
- 5 de outubro — Arlington: "The Middle" com Maren Morris.[89]
- 6 de outubro — Arlington: "Babe" com Sugarland.[90]

### Canções surpresas
A cada show da Reputation Stadium Tour, Swift durante a décima primeira música apresentação interpreta diferentes canções, não presentes no repertório fixo da turnê, no violão, denominadas "canções surpresas" ("surprise songs" em inglês). Foram elas:
| Taylor Swift Fearless Speak Now Red | 1989 Reputation Outros lanaçamentos |

#### Todos os Shows
| Canções surpresas por apresentação | Canções surpresas por apresentação | Canções surpresas por apresentação | Canções surpresas por apresentação |
| Cidade                             | Data                               | Canção                             |                                    |
| ---------------------------------- | ---------------------------------- | ---------------------------------- | ---------------------------------- |
| Glendale                           | 8 de maio de 2018                  | "All Too Well"                     |                                    |
| Santa Clara                        | 11 de maio de 2018                 | "Wildest Dreams"                   |                                    |
| Santa Clara                        | 12 de maio de 2018                 | "The Best Day"                     |                                    |
| Pasadena                           | 18 de maio de 2018                 | "Red"                              |                                    |
| Pasadena                           | 19 de maio de 2018                 | "All Too Well"                     |                                    |
| Seattle                            | 22 de maio de 2018                 | "Holy Ground"                      |                                    |
| Denver                             | 25 de maio de 2018                 | "Teardrops on My Guitar"           |                                    |
| Chicago                            | 1 de junho de 2018                 | "Our Song"                         |                                    |
| Chicago                            | 2 de junho de 2018                 | "22"                               |                                    |
| Manchester                         | 8 de junho de 2018                 | "I Knew You Were Trouble"          |                                    |
| Manchester                         | 9 de junho de 2018                 | "I Don't Wanna Live Forever"       |                                    |
| Dublin                             | 15 de junho de 2018                | "Mean"                             |                                    |
| Dublin                             | 16 de junho de 2018                | "How You Get the Girl"             |                                    |
| Londres                            | 22 de junho de 2018                | "So It Goes..."                    |                                    |
| Londres                            | 23 de junho de 2018                | "Fifteen"                          |                                    |
| Louisville                         | 30 de junho de 2018                | "Mine"                             |                                    |
| Columbus                           | 7 de julho de 2018                 | "Sparks Fly"                       |                                    |
| Landover                           | 10 de julho de 2018                | "State of Grace"                   |                                    |
| Landover                           | 11 de julho de 2018                | "Haunted"                          |                                    |
| Filadélfia                         | 13 de julho de 2018                | "Never Grow Up"                    |                                    |
| Filadélfia                         | 14 de julho de 2018                | "Treacherous"                      |                                    |
| Cleveland                          | 17 de julho de 2018                | "Babe"                             |                                    |
| East Rutherford                    | 20 de julho de 2018                | "Welcome to New York"              |                                    |
| East Rutherford                    | 21 de julho de 2018                | "Fearless"                         |                                    |
| East Rutherford                    | 22 de julho de 2018                | "Enchanted"                        |                                    |
| Foxborough                         | 26 de julho de 2018                | "22"                               |                                    |
| Foxborough                         | 27 de julho de 2018                | "Change"                           |                                    |
| Foxborough                         | 28 de julho de 2018                | "Ours"                             |                                    |
| Toronto                            | 3 de agosto de 2018                | "Out of the Woods"                 |                                    |
| Toronto                            | 4 de agosto de 2018                | "Come Back... Be Here"             |                                    |
| Pittsburgh                         | 7 de agosto de 2018                | "A Place in This World"            |                                    |
| Atlanta                            | 10 de agosto de 2018               | "This Love"                        |                                    |
| Atlanta                            | 11 de agosto de 2018               | "The Lucky One"                    |                                    |
| Tampa                              | 14 de agosto de 2018               | "Invisible"                        |                                    |
| Miami                              | 18 de agosto de 2018               | "Breathe"                          |                                    |
| Nashville                          | 25 de agosto de 2018               | "Better Man"                       |                                    |
| Detroit                            | 28 de agosto de 2018               | "Jump Then Fall"                   |                                    |
| Minneapolis                        | 31 de agosto de 2018               | "Begin Again"                      |                                    |
| Minneapolis                        | 1 de setembro de 2018              | "Tied Together with a Smile"       |                                    |
| Kansas City                        | 8 de setembro de 2018              | "The Story of Us"                  |                                    |
| Indianápolis                       | 15 de setembro de 2018             | "Forever & Always"                 |                                    |
| St. Louis                          | 18 de setembro de 2018             | "Hey Stephen"                      |                                    |
| Nova Orleans                       | 22 de setembro de 2018             | "Speak Now"                        |                                    |
| Houston                            | 29 de setembro de 2018             | "Wonderland"                       |                                    |
| Arlington                          | 5 de outubro de 2018               | "White Horse"                      |                                    |
| Arlington                          | 6 de outubro de 2018               | "All Too Well"                     |                                    |
| Perth                              | 19 de outubro de 2018              | "I Knew You Were Trouble"          |                                    |
| Melbourne                          | 26 de outubro de 2018              | "I'm Only Me When I'm with You"    |                                    |
| Sydney                             | 2 de novembro de 2018              | "22"                               |                                    |
| Brisbane                           | 6 de novembro de 2018              | "Starlight"                        |                                    |
| Auckland                           | 9 de novembro de 2018              | "Out of the Woods"                 |                                    |
| Tóquio                             | 20 de novembro de 2018             | "I Know Places"                    |                                    |
| Tóquio                             | 21 de novembro de 2018             | "Wildest Dreams"                   |                                    |

## Compilação
Reputation Stadium Tour Surprise Song Playlist é um álbum de compilação somente para streaming que apresenta as "músicas surpresa" tocadas durante a Reputation Stadium Tour de Swift. Foi lançado exclusivamente para plataformas de música digital em 30 de novembro de 2018.
Todas as faixas escritas e compostas por Taylor Swift, exceto onde indicado. 
| N.º            | Título                                              | Compositor(es)                      | Produtor(es)                                  | Duração |  |
| 1.             | "All Too Well"                                      | Swift Liz Rose                      | Swift Nathan Chapman                          | 5:29    |  |
| 2.             | "Wildest Dreams"                                    | Swift Max Martin Shellback          | Martin Shellback                              | 3:40    |  |
| 3.             | "The Best Day"                                      |                                     | Swift Chapman                                 | 4:06    |  |
| 4.             | "Red"                                               |                                     | Swift Chapman Dann Huff                       | 3:43    |  |
| 5.             | "Holy Ground"                                       |                                     | Jeff Bhasker                                  | 3:22    |  |
| 6.             | "Teardrops on My Guitar" (radio single remix)       | Swift Rose                          | Chapman                                       | 3:24    |  |
| 7.             | "Our Song"                                          |                                     | Chapman                                       | 3:23    |  |
| 8.             | "22"                                                | Swift Martin Shellback              | Martin Shellback                              | 3:52    |  |
| 9.             | "I Knew You Were Trouble"                           | Swift Martin Shellback              | Martin Shellback                              | 3:39    |  |
| 10.            | "I Don't Wanna Live Forever" (com Zayn)             | Swift Jack Antonoff Sam Dew         | Antonoff                                      | 4:07    |  |
| 11.            | "Mean"                                              |                                     | Swift Chapman                                 | 3:58    |  |
| 12.            | "How You Get the Girl"                              | Swift Martin Shellback              | Martin Shellback                              | 4:07    |  |
| 13.            | "So It Goes..."                                     | Swift Martin Shellback Oscar Görres | Martin Shellback Görres                       | 3:47    |  |
| 14.            | "Fifteen"                                           |                                     | Swift Chapman                                 | 4:55    |  |
| 15.            | "Mine"                                              |                                     | Swift Chapman                                 | 3:51    |  |
| 16.            | "Sparks Fly"                                        |                                     | Swift Chapman                                 | 4:22    |  |
| 17.            | "State of Grace"                                    |                                     | Swift Chapman                                 | 4:55    |  |
| 18.            | "Haunted"                                           |                                     | Swift Chapman                                 | 4:05    |  |
| 19.            | "Never Grow Up"                                     |                                     | Swift Chapman                                 | 4:52    |  |
| 20.            | "Treacherous"                                       | Swift Dan Wilson                    | Wilson                                        | 4:02    |  |
| 21.            | "Babe" (Sugarland com participação de Taylor Swift) | Swift Pat Monahan                   | Jennifer Nettles Julian Raymond Kristian Bush | 3:35    |  |
| 22.            | "Welcome to New York"                               | Swift Ryan Tedder                   | Swift Tedder Noel Zancanella                  | 3:32    |  |
| 23.            | "Fearless"                                          | Swift Rose Hillary Lindsey          | Swift Chapman                                 | 4:02    |  |
| 24.            | "Enchanted"                                         |                                     | Swift Chapman                                 | 5:53    |  |
| 25.            | "Change"                                            |                                     | Swift Chapman                                 | 4:41    |  |
| 26.            | "Ours"                                              |                                     | Swift Chapman                                 | 3:59    |  |
| 27.            | "Out of the Woods"                                  | Swift Antonoff                      | Swift Antonoff                                | 3:55    |  |
| 28.            | "Come Back...Be Here"                               | Swift Wilson                        | Wilson                                        | 3:43    |  |
| 29.            | "A Place in This World"                             | Swift Angelo Robert Ellis Orrall    |                                               | 3:22    |  |
| 30.            | "This Love"                                         |                                     | Swift Chapman                                 | 4:10    |  |
| 31.            | "The Lucky One"                                     |                                     | Bhasker                                       | 4:00    |  |
| 32.            | "Invisible"                                         | Swift Orrall                        |                                               | 3:25    |  |
| 33.            | "Breathe" (com participação de Colbie Caillat)      | Swift Caillat                       | Swift Chapman                                 | 4:24    |  |
| 34.            | "Better Man" (performada por Little Big Town)       |                                     | Jay Joyce                                     | 4:23    |  |
| 35.            | "Jump Then Fall"                                    |                                     | Swift Chapman                                 | 3:58    |  |
| 36.            | "Begin Again"                                       |                                     | Swift Chapman Huff                            | 3:59    |  |
| 37.            | "Tied Together with a Smile"                        | Swift Rose                          |                                               | 4:11    |  |
| 38.            | "The Story of Us"                                   |                                     | Swift Chapman                                 | 4:27    |  |
| 39.            | "Forever & Always"                                  |                                     | Swift Chapman                                 | 3:46    |  |
| 40.            | "Hey Stephen"                                       |                                     | Swift Chapman                                 | 4:16    |  |
| 41.            | "Speak Now"                                         |                                     | Swift Chapman                                 | 4:03    |  |
| 42.            | "Wonderland"                                        | Swift Martin Shellback              | Martin Shellback                              | 4:05    |  |
| 43.            | "White Horse"                                       | Swift Rose                          | Swift Chapman                                 | 3:55    |  |
| 44.            | "I'm Only Me When I'm with You"                     | Swift Angelo Orrall                 |                                               | 3:35    |  |
| 45.            | "Starlight"                                         |                                     | Swift Chapman Huff                            | 3:40    |  |
| 46.            | "I Know Places"                                     | Swift Tedder                        | Swift Tedder Zancanella                       | 3:15    |  |
| Duração total: | Duração total:                                      | Duração total:                      | Duração total:                                | 3:05:44 |  |

Notass
- "I Knew You Were Trouble" é estilizado como "I Knew You Were Trouble.".

## Filme-concerto
Taylor Swift: Reputation Stadium Tour é um filme de concerto dirigido por Paul Dugdale e gravado durante o último shows da etapa norte-americana, realizado em 6 de outubro no AT&T Stadium em Arlington, Texas, Estados Unidos, e apresenta o espetáculo completo. Foi lançado em 31 de dezembro de 2018, exclusivamente via Netflix.
Swift anunciou nas redes sociais em seu aniversário, 13 de dezembro, que o filme do show seria lançado globalmente em parceria com a Netflix na véspera de Ano Novo. Foi filmado no último dia da etapa norte-americana da turnê. Por seu trabalho no filme, Tamlyn Wright e Baz Halpin foram nomeados na categoria "Série de Variedade, Reality ou Competição" no 24º Prêmio Anual de Excelência Anual em Design de Produção da 24º Art Directors Guild.

### Recepção critica
O filme recebeu muitos elogios da crítica após o lançamento, com muitos críticos rotulando o filme como "imortalizante" e "inesquecível". Os comentaristas elogiaram o trabalho de câmera do diretor Paul Dugdale por documentar o "estrelato" de Swift, as emoções da platéia e a produção envolvida no show.
Rob Sheffield, da Rolling Stone, escreveu que o filme "imortaliza sua melhor turnê até agora" e que o filme mostra "o espetáculo de balançar o estádio sem atenuar a intimidade emocional individual de suas músicas". Descrevendo o especial da Netflix como "o fim de uma era", Amanda Petrusich, do The New Yorker, opinou que o filme "em breve será considerado uma peça de museu ou um testemunho da longevidade desafiadora da época de Swift". Denis Warner, da Billboard, afirmou que o filme "ilumina o poder, a dedicação e a força do cantor como artista". Ele afirmou ainda que o filme "permite que você tenha uma sensação maior do cantor como artista - e experimente o quão delicadamente tudo é encenado" e apreciou Swift por dar "um visual deslumbrante ao seu mundo [de Swift] como um dos maiores artistas de hoje". Benjamin Smith, do Decider, chamou o filme de "um documento íntimo de um evento impessoal". Ele expandiu ainda mais que Swift "resistirá ao teste do tempo mais do que suas colegas rainhas pop do início do século 21", afirmando o motivo "Taylor Swift é talvez a única que descobriu uma maneira de transformar sua música em algo mais que mero pop".
Elogiando a conexão de Swift com seus fãs, Nardin Saad, do Los Angeles Times, afirmou que "o poder estelar da 10 vezes vencedor do Grammy é o mesmo que evidenciado no filme'. Katie Collins, da CNET, opinou que o filme "serve como um lembrete de que não importa o que aconteça, o estrelato de Swift é perene" e elogiou o filme por "a divina mostra dos figurinos, a dança e especialmente a alegria efervescente mal contida de Swift em estar no palco". Ela elogiou ainda mais o trabalho de câmera, afirmando que "os close-ups trouxeram novas idéias" para o programa. Nicholas Hautman, da Us Weekly, apreciou o trabalho de câmera por representar "os fãs histericamente chorando e gritando em apoio ao seu ídolo". Ao escrever para Uproxx, Chloe Gilke rotulou o filme como uma "documentação magistral da energia mágica em um show pop" e como "uma carta de amor para o público em seus shows e para seus fãs", afirmando que o filme "homenageia a alegria sagrada de sua performance [de Swift] naquela noite e das pessoas que fizeram isso acontecer ". Ela elogiou o trabalho de câmera por capturar "o escopo maciço da produção de todos os ângulos" e o áudio "claro e bonito, com a multidão em silêncio para que os telespectadores em casa possam ouvir Swift melhor".

### Performance
Dezenove músicas, a maioria delas do Reputation, foram apresentadas na seguinte ordem no filme:
1. "...Ready for It?"
2. "I Did Something Bad"
3. "Gorgeous"
4. "Style" / "Love Story" / "You Belong with Me"
5. "Look What You Made Me Do"
6. "End Game"
7. "King of My Heart"
8. "Delicate"
9. "Shake It Off" (com Charli XCX e Camila Cabello)
10. "Dancing with Our Hands Tied"
11. "All Too Well"
12. "Blank Space"
13. "Dress"
14. "Bad Blood" / "Should've Said No"
15. "Don't Blame Me"
16. "Long Live" / "New Year's Day"
17. "Getaway Car"
18. "Call It What You Want"
19. "We Are Never Ever Getting Back Together" / "This Is Why We Can't Have Nice Things"

## Datas
| Data                       | Cidade                     | País                       | Local                               | Atos de abertura           | Público                     | Receita                    |
| Etapa 1 — América do Norte | Etapa 1 — América do Norte | Etapa 1 — América do Norte | Etapa 1 — América do Norte          | Etapa 1 — América do Norte | Etapa 1 — América do Norte  | Etapa 1 — América do Norte |
| -------------------------- | -------------------------- | -------------------------- | ----------------------------------- | -------------------------- | --------------------------- | -------------------------- |
| 8 de maio de 2018          | Glendale                   | Estados Unidos             | University of Phoenix Stadium       | Charli XCX Camila Cabello  | 59 157 / 59 157 (100%)      | US$ 7 214 479              |
| 11 de maio de 2018         | Santa Clara                | Estados Unidos             | Levi's Stadium                      | Charli XCX Camila Cabello  | 107 550 / 107 550 (100%)    | US$ 14 006 963             |
| 12 de maio de 2018         | Santa Clara                | Estados Unidos             | Levi's Stadium                      | Charli XCX Camila Cabello  | 107 550 / 107 550 (100%)    | US$ 14 006 963             |
| 18 de maio de 2018         | Pasadena                   | Estados Unidos             | Rose Bowl                           | Charli XCX Camila Cabello  | 118 084 / 118 084 (100%)    | US$ 16 251 980             |
| 19 de maio de 2018         | Pasadena                   | Estados Unidos             | Rose Bowl                           | Charli XCX Camila Cabello  | 118 084 / 118 084 (100%)    | US$ 16 251 980             |
| 22 de maio de 2018         | Seattle                    | Estados Unidos             | CenturyLink Field                   | Charli XCX                 | 56 021 / 56 021 (100%)      | US$ 8 672 219              |
| 25 de maio de 2018         | Denver                     | Estados Unidos             | Sports Authority Field at Mile High | Charli XCX Camila Cabello  | 57 140 / 57 140 (100%)      | US$ 7 926 366              |
| 1º de junho de 2018        | Chicago                    | Estados Unidos             | Soldier Field                       | Charli XCX Camila Cabello  | 105 208 / 105 208 (100%)    | US$ 14 576 697             |
| 2 de junho de 2018         | Chicago                    | Estados Unidos             | Soldier Field                       | Charli XCX Camila Cabello  | 105 208 / 105 208 (100%)    | US$ 14 576 697             |
| Etapa 2 — Europa           |                            |                            |                                     |                            |                             |                            |
| 8 de junho de 2018         | Manchester                 | Inglaterra                 | Etihad Stadium                      | Charli XCX Camila Cabello  | 77 258 / 77 258 (100%)      | US$ 6 169 724              |
| 9 de junho de 2018         | Manchester                 | Inglaterra                 | Etihad Stadium                      | Charli XCX Camila Cabello  | 77 258 / 77 258 (100%)      | US$ 6 169 724              |
| 15 de junho de 2018        | Dublin                     | Irlanda                    | Croke Park                          | Charli XCX Camila Cabello  | 133 034 / 133 034 (100%)    | US$ 8 567 769              |
| 16 de junho de 2018        | Dublin                     | Irlanda                    | Croke Park                          | Charli XCX Camila Cabello  | 133 034 / 133 034 (100%)    | US$ 8 567 769              |
| 22 de junho de 2018        | Londres                    | Inglaterra                 | Wembley Stadium                     | Charli XCX Camila Cabello  | 143 427 / 143 427 (100%)    | US$ 12 214 933             |
| 23 de junho de 2018        | Londres                    | Inglaterra                 | Wembley Stadium                     | Charli XCX Camila Cabello  | 143 427 / 143 427 (100%)    | US$ 12 214 933             |
| Etapa 3 — América do Norte |                            |                            |                                     |                            |                             |                            |
| 30 de junho de 2018        | Louisville                 | Estados Unidos             | Papa John's Cardinal Stadium        | Charli XCX Camila Cabello  | 52 138 / 52 138 (100%)      | US$ 4 928 219              |
| 7 de julho de 2018         | Columbus                   | Estados Unidos             | Ohio Stadium                        | Charli XCX Camila Cabello  | 80 004 / 80 004 (100%)      | US$ 6 606 529              |
| 10 de julho de 2018        | Landover                   | Estados Unidos             | FedEx Field                         | Charli XCX Camila Cabello  | 95 672 / 95 672 (100%)      | US$ 11 396 004             |
| 11 de julho de 2018        | Landover                   | Estados Unidos             | FedEx Field                         | Charli XCX Camila Cabello  | 95 672 / 95 672 (100%)      | US$ 11 396 004             |
| 13 de julho de 2018        | Filadélfia                 | Estados Unidos             | Lincoln Financial Field             | Charli XCX Camila Cabello  | 107 378 / 107 378 (100%)    | US$ 11 951 047             |
| 14 de julho de 2018        | Filadélfia                 | Estados Unidos             | Lincoln Financial Field             | Charli XCX Camila Cabello  | 107 378 / 107 378 (100%)    | US$ 11 951 047             |
| 17 de julho de 2018        | Cleveland                  | Estados Unidos             | FirstEnergy Stadium                 | Charli XCX Camila Cabello  | 51 323 / 51 323 (100%)      | US$ 5 148 757              |
| 20 de julho de 2018        | East Rutherford            | Estados Unidos             | MetLife Stadium                     | Charli XCX Camila Cabello  | 165 654 / 165 654 (100%)    | US$ 22 031 286             |
| 21 de julho de 2018        | East Rutherford            | Estados Unidos             | MetLife Stadium                     | Charli XCX Camila Cabello  | 165 654 / 165 654 (100%)    | US$ 22 031 286             |
| 22 de julho de 2018        | East Rutherford            | Estados Unidos             | MetLife Stadium                     | Charli XCX Camila Cabello  | 165 654 / 165 654 (100%)    | US$ 22 031 286             |
| 26 de julho de 2018        | Foxborough                 | Estados Unidos             | Gillette Stadium                    | Charli XCX Camila Cabello  | 174 764 / 174 764 (100%)    | US$ 21 779 846             |
| 27 de julho de 2018        | Foxborough                 | Estados Unidos             | Gillette Stadium                    | Charli XCX Camila Cabello  | 174 764 / 174 764 (100%)    | US$ 21 779 846             |
| 28 de julho de 2018        | Foxborough                 | Estados Unidos             | Gillette Stadium                    | Charli XCX Camila Cabello  | 174 764 / 174 764 (100%)    | US$ 21 779 846             |
| 3 de agosto de 2018        | Toronto                    | Canadá                     | Rogers Centre                       | Charli XCX Camila Cabello  | 100 310 / 100 310 (100%)    | US$ 11 177 000             |
| 4 de agosto de 2018        | Toronto                    | Canadá                     | Rogers Centre                       | Charli XCX Camila Cabello  | 100 310 / 100 310 (100%)    | US$ 11 177 000             |
| 7 de agosto de 2018        | Pittsburgh                 | Estados Unidos             | Heinz Field                         | Charli XCX Camila Cabello  | 56 445 / 56 445 (100%)      | US$ 6 230 876              |
| 10 de agosto de 2018       | Atlanta                    | Estados Unidos             | Mercedes-Benz Stadium               | Charli XCX Camila Cabello  | 116 746 / 116 746 (100%)    | US$ 18 089 415             |
| 11 de agosto de 2018       | Atlanta                    | Estados Unidos             | Mercedes-Benz Stadium               | Charli XCX Camila Cabello  | 116 746 / 116 746 (100%)    | US$ 18 089 415             |
| 14 de agosto de 2018       | Tampa                      | Estados Unidos             | Raymond James Stadium               | Charli XCX Camila Cabello  | 55 909 / 55 909 (100%)      | US$ 7 244 264              |
| 18 de agosto de 2018       | Miami                      | Estados Unidos             | Hard Rock Stadium                   | Charli XCX Camila Cabello  | 47 818 / 47 818 (100%)      | US$ 7 072 164              |
| 25 de agosto de 2018       | Nashville                  | Estados Unidos             | Nissan Stadium                      | Charli XCX Camila Cabello  | 56 112 / 56 112 (100%)      | US$ 9 007 179              |
| 28 de agosto de 2018       | Detroit                    | Estados Unidos             | Ford Field                          | Charli XCX Camila Cabello  | 49 464 / 49 464 (100%)      | US$ 6 597 852              |
| 31 de agosto de 2018       | Minneapolis                | Estados Unidos             | U.S. Bank Stadium                   | Charli XCX Camila Cabello  | 98 774 / 98 774 (100%)      | US$ 10 242 024             |
| 1º de setembro de 2018     | Minneapolis                | Estados Unidos             | U.S. Bank Stadium                   | Charli XCX Camila Cabello  | 98 774 / 98 774 (100%)      | US$ 10 242 024             |
| 8 de setembro de 2018      | Kansas City                | Estados Unidos             | Arrowhead Stadium                   | Charli XCX Camila Cabello  | 58 611 / 58 611 (100%)      | US$ 6 730 138              |
| 15 de setembro de 2018     | Indianápolis               | Estados Unidos             | Lucas Oil Stadium                   | Charli XCX Camila Cabello  | 55 729 / 55 729 (100%)      | US$ 6 531 245              |
| 18 de setembro de 2018     | St. Louis                  | Estados Unidos             | The Dome at America's Center        | Charli XCX Camila Cabello  | 47 831 / 47 831 (100%)      | US$ 4 884 054              |
| 22 de setembro de 2018     | Nova Orleans               | Estados Unidos             | Mercedes-Benz Superdome             | Charli XCX Camila Cabello  | 53 172 / 53 172 (100%)      | US$ 6 491 546              |
| 29 de setembro de 2018     | Houston                    | Estados Unidos             | NRG Stadium                         | Charli XCX Camila Cabello  | 53 800 / 53 800 (100%)      | US$ 9 530 275              |
| 5 de outubro de 2018       | Arlington                  | Estados Unidos             | AT&T Stadium                        | Charli XCX Camila Cabello  | 105 002 / 105 002 (100%)    | US$ 15 006 157             |
| 6 de outubro de 2018       | Arlington                  | Estados Unidos             | AT&T Stadium                        | Charli XCX Camila Cabello  | 105 002 / 105 002 (100%)    | US$ 15 006 157             |
| Etapa 4 — Oceania          |                            |                            |                                     |                            |                             |                            |
| 19 de outubro de 2018      | Perth                      | Austrália                  | Optus Stadium                       | Charli XCX Broods          | N/A                         | N/A                        |
| 26 de outubro de 2018      | Melbourne                  | Austrália                  | Marvel Stadium                      | Charli XCX Broods          | N/A                         | N/A                        |
| 2 de novembro de 2018      | Sydney                     | Austrália                  | ANZ Stadium                         | Charli XCX Broods          | 72 805 / 72 805 (100%)      | US$ 7 686 564              |
| 6 de novembro de 2018      | Brisbane                   | Austrália                  | The Gabba                           | Charli XCX Broods          | 43 907 / 43 907 (100%)      | US$ 4 338 127              |
| 9 de novembro de 2018      | Auckland                   | Nova Zelândia              | Mount Smart Stadium                 | Charli XCX Broods          | 35 749 / 35 749 (100%)      | US$ 3 617 593              |
| Etapa 5 — Ásia             |                            |                            |                                     |                            |                             |                            |
| 20 de novembro de 2018     | Tóquio                     | Japão                      | Tokyo Dome                          | Charli XCX                 | 100 109 / 100 109 (100%)    | US$ 14 859 847             |
| 21 de novembro de 2018     | Tóquio                     | Japão                      | Tokyo Dome                          | Charli XCX                 | 100 109 / 100 109 (100%)    | US$ 14 859 847             |
| Total                      | Total                      | Total                      | Total                               | Total                      | 2 421 279 /2 421 279 (100%) | US$ 345 675 146            |

## Créditos
Todo o processo de elaboração da Reputation Stadium Tour atribui os seguintes créditos:
Banda
| - Taylor Swift: vocalista principal, violão, piano - Elliott Woodford: vocalista de apoio - Jeslyn Gorman: vocalista de apoio - Kamilah Marshall: co-capitã vocal, vocalista de apoio - Melanie Nyema: co-capitã vocal, vocalista de apoio - Amos Heller: baixo, vocais | - David Cook: direção musical, teclados - Matt Billingslea: baterias - Max Bernstein: guitarra, teclados - Mike Meadows: guitarra, teclados, vocais - Paul Sidoti: guitarra, vocais |

Dançarinos
| - Christian Henderson (também trapezista) - Christian Owens - Giuseppe Giofre - Grace Stewart - Grant Gilmore - Jake Kodish (também trapezista) - Jake Landgrebe (também trapezista) - Jazz Smith | - Mario Udo (também trapezista) - Maria Wada - Mark Villaver - Nadine Olmo - Robert Green - Stephanie Mincone - Yoe Apolinario Renovalles |

Design
- Baz Halpin: direção criativa (Silent House)
- Tamyl Wright: direção criativa (Silent House)
- Melissa Garcia: direção criativa (Silent House)